# Salskrake
Salskrake (Mergellus albellus) är en fågelart i familjen änder som placeras som ensam art i släktet Mergellus. Den häckar i sjöar och floder i norra taigabältet i Skandinavien och norra Ryssland. Vintertid flyttar den söderut, lokalt från Storbritannien till norra Indien och Koreahalvön. Beståndet anses vara livskraftigt.

## Kännetecken

### Utseende

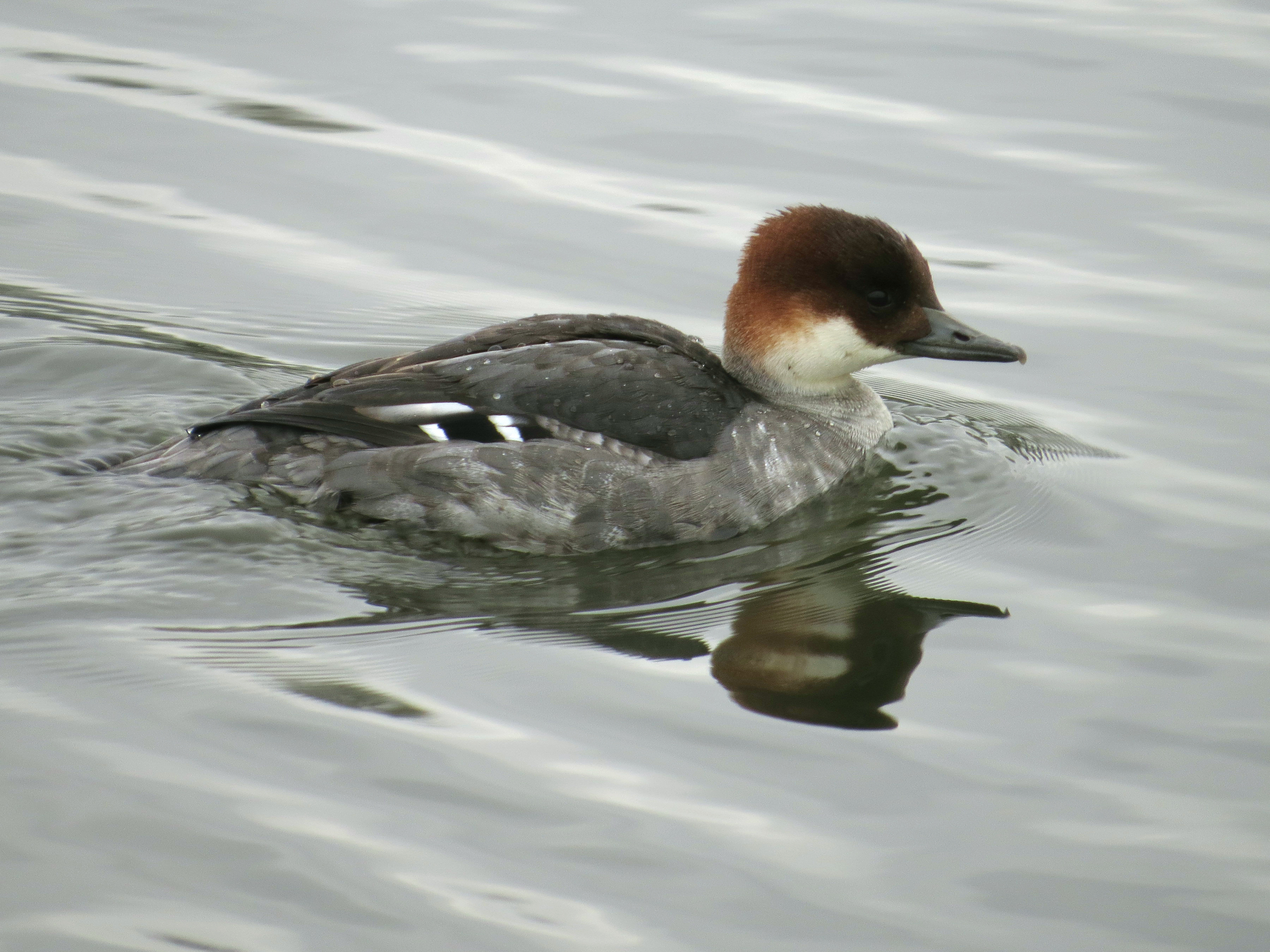
Honfärgad individ, det vill säga antingen en hona eller en hane under första vintern. Med tanke på att tygeln (området från näbben till ögat) är nästan svart och visar stark kontrast mot den vita strupen är det sannolikt en adult hona.

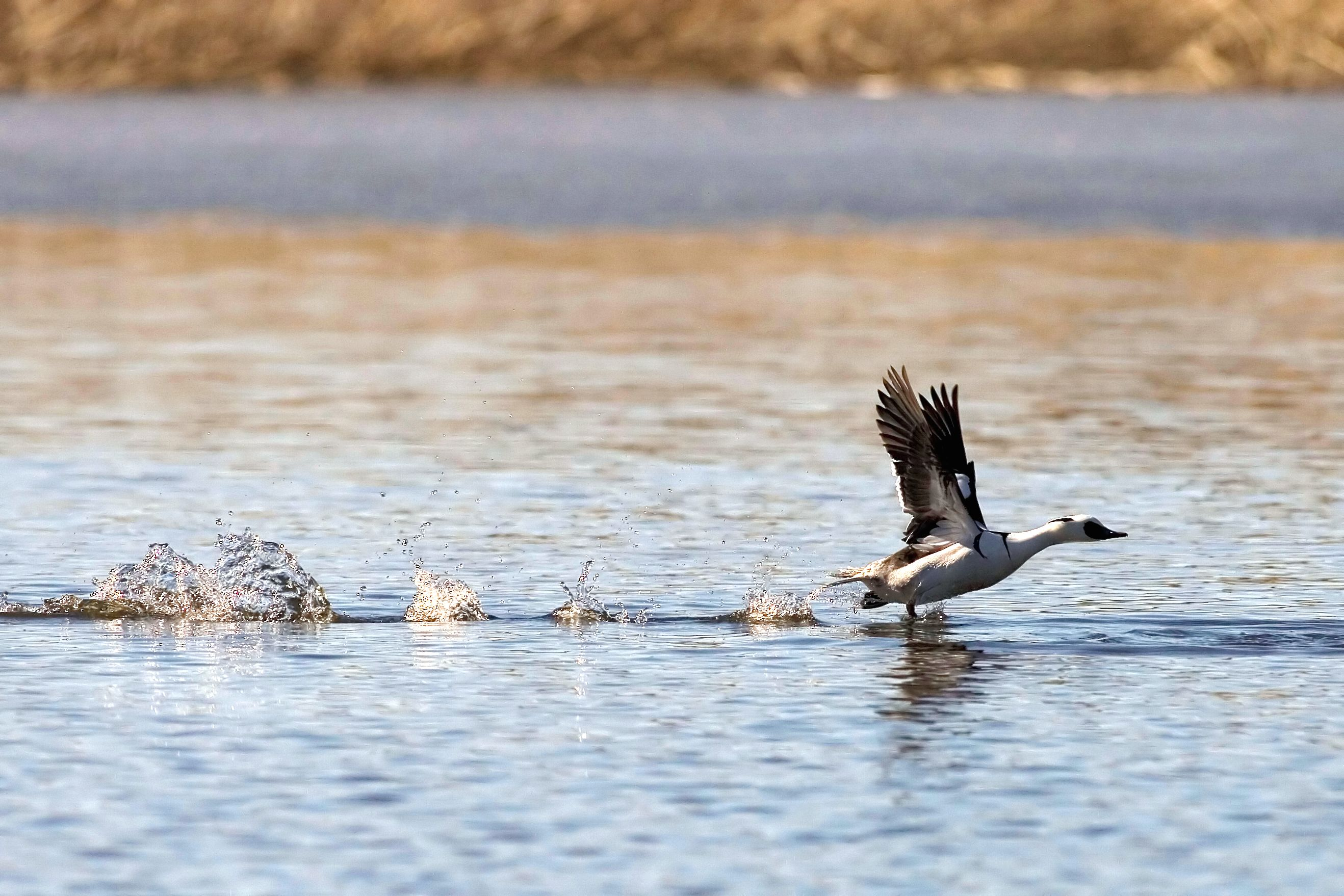
Vuxen hane som lyfter.

Salskraken är en ganska kompakt skrake, mer formad som en knipa. Kroppslängden uppmäts till 38–44 cm och den har ett vingspann på 56–69 cm. Den vuxna hanen är omisskännlig i sin distinkta kritvita dräkt med svarta partier som den svarta fläcken runt ögat. Den vuxna honan och ungfågeln är gråfärgad med rödbrun nacke och hjässa och vit kind. Näbben är kort och grå.

### Läten
Salskraken är förhållandevis tystlåten. Hanens spelläte hörs sällan, ett dämpat grodlikt knarrande som accelererar och avslutades med ett hickande ljud. Honan skorrar hest, "krrr".

## Utbredning
Salskraken är en flyttfågel som häckar i norra taigabältet i Skandinavien och norra Ryssland. Den flyttar söderut om vintern och förekommer då lokalt i Baltikum, Mellaneuropa, så långt västerut som södra Storbritannien, och österut i Turkiet, Iran, Irak, Pakistan, norra Indien, Kina, Japan och Nord- och Sydkorea.

### Förekomst i Sverige
I Sverige häckar den vid älvsel och skogsnära områden rika på sjöar och tjärnar. Fågeln förekommer i Lappland, men även sällsynt utmed kusten i Norrbotten, i Lycksele och Åsele lappmarker samt i nordvästra Västerbotten. Den hittas vintertid även i södra Sverige utmed vissa kuststräckor och i större insjöar (så länge dessa är isfria).

## Systematik
Salskraken har tidigare placerats i skraksläktet Mergus. fylogenetiska studier baserade på morfologi och även genetiska data visar att den är mer avlägset släkt. Den förs därför allmänt till ett eget släkte, Mergellus. Sällsynt har den noterat para sig med knipa (B. clangula). Den behandlas som monotypisk, det vill säga att den inte delas in i några underarter.

### Fossil
En icke-namngiven sjöfågel som enbart är känd från ett fossilt humerus från mellersta miocen i Mátraszõlõs, Ungern, kategoriserades som tillhörande släktet Mergus. Dock ingick även salskraken i detta släkte när denna kategorisering gjordes och dess morfologiska karaktärer placerar den idag i släktet Mergellus. Ibland förs uppfattningen fram att detta fossil är för gammalt för att representera något av de moderna andfågelssläktena, men mycket tyder på att de var väl utvecklade och distinkta redan vid denna tid.

## Ekologi
Salskraken häckar i fiskrika sjöar och långsamrinnande floder. I vinterkvarter förekommer den i skyddade kustbiotoper eller i sjöar längre inåt land. I sjöar uppträder den oftast i kanterna i anslutning till överhängande mindre träd eller annan skyddande vegetation. Den placerar sitt bo i håligheter i trädstammar, exempelvis övergivna hackspettsbon. Den häckar i maj och lägger i genomsnitt sju till nio krämfärgade ägg, men kullar med fem till elva ägg förekommer, som honan ruvar i 26–28 dagar. Det är också honan som ensam tar hand om ungarna tills de är flygga. De är en skygg art som lätt störs och då tar till vingarna.

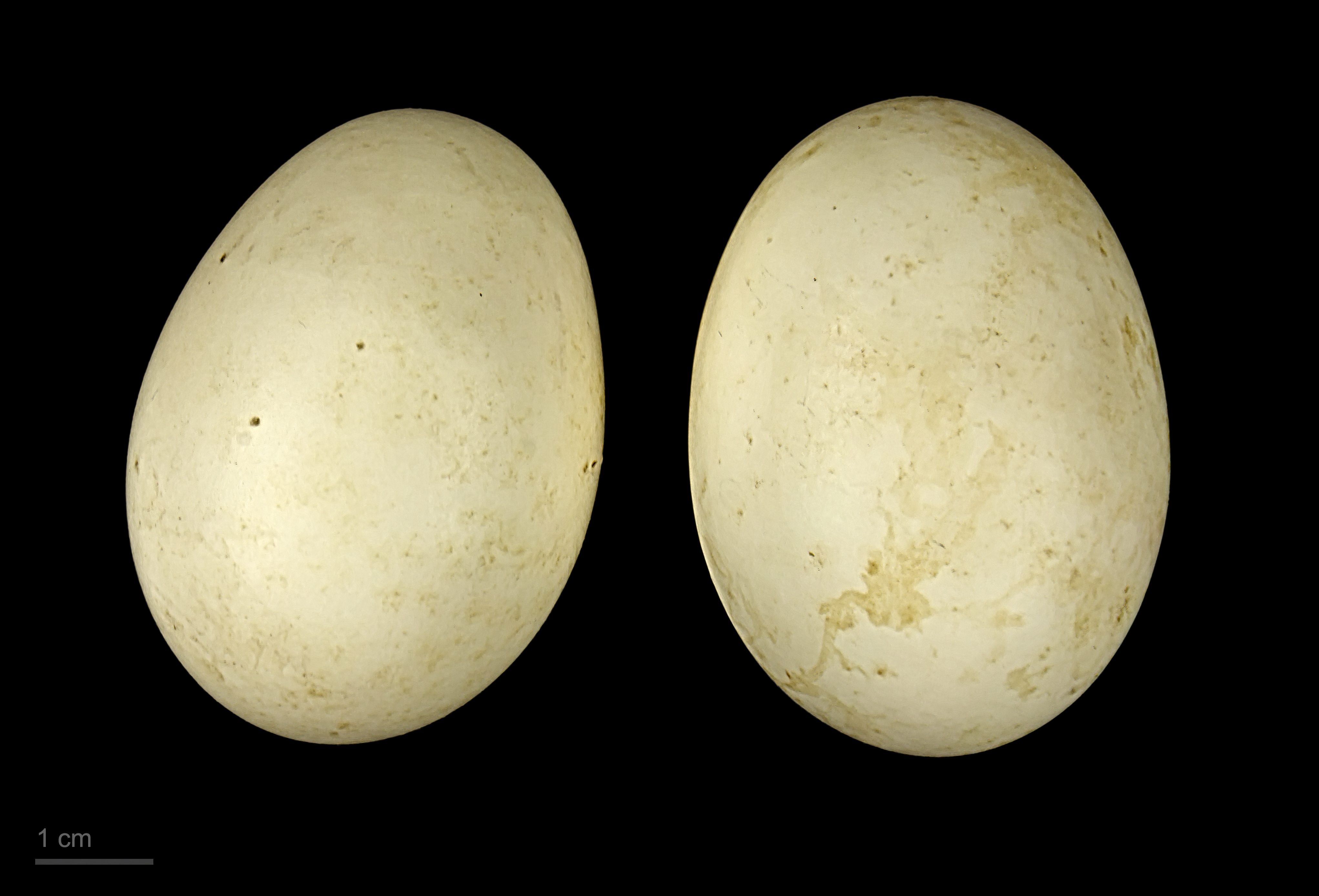
Salskrakens ägg.

## Salskraken och människan

### Status och hot
Salskraken är en av arterna som ingår i FN:s avtal Agreement on the Conservation of African-Eurasian Migratory Waterbirds (AEWA). IUCN bedömer inte arten som hotad utan kategoriserar den som livskraftig (LC). Sedan 2015 har arten avförts från svenska Artdatabankens rödlista och listas numera som livskraftig. Det svenska beståndet uppskattas till mellan 1 600 och 2 800 vuxna individer.

### Namn
Salskrake har även kallats "lilla skraken". Sven Nilsson kallade den 1858 för "salknipa". Hanen kallades förr i Bohuslän för "kamgiding", ett namn som i vissa svenska dialekter annars användes för praktejder.  Den mycket sällsynta hybriden mellan knipa och salskrake kallas för "knipskrake".